# Dusponera atrisignalis
Dusponera atrisignalis là một loài bướm đêm trong họ Noctuidae.